# Lash Legend
Anriel Howard (ur. 6 maja 1997 w Atlancie) – amerykańska profesjonalna wrestlerka i koszykarka, grająca niegdyś na pozycji skrzydłowego. Obecnie związana jest kontraktem z federacją WWE, występując w brandzie NXT pod pseudonimem ringowym Lash Legend.

## Wczesne życie
Ukończyła Texas A&M University na kierunku Mediów Telekomunikacyjnych. Przed rozpoczęciem swojej kariery w wrestlingu, grała w koszykówkę, będąc zawodniczką WNBA. Ustanowiła rekord największej ilości zbiórek (1002) i jest pierwszą osobą z Texas A&M, która kiedykolwiek zdobyła więcej niż 1000 zbiórek w swojej karierze. 

## Kariera profesjonalnej wrestlerki

### WWE (od 2021)

#### NXT (od 2021)
Howard pojawiła się po raz pierwszy w WWE, ogłaszając swoje talk-show zatytułowane „Lashing Out”, podczas segmentu za kulisami z Franky Monet, 21 września 2021 na odcinku NXT 2.0. Pierwszą walkę stoczyła 10 grudnia, podczas programu 205 Live, pokonując Amari Miller. 
W lutym sprzymierzyła się z Miller, by wziąć udział w nadchodzącym turnieju Dusty Rhodes Tag Team Classic, lecz ich udział zakończył się niepowodzeniem po porażce z Kay Lee Ray i Io Shirai w pierwszej rundzie. Zaraz potem wszczęła rywalizację z Nikkitą Lyons. Lyons zdołała odnieść zwycięstwo nad Legend na NXT 2.0, 5 kwietnia. Ich sprzeczka narastała się, owocując starcie na NXT Spring Breakin', w którym Legend połączyła siły z weteranką Natalyą, w przegranym starciu z Lyons i Corą Jade.
Niedługo później podjęła się zmagań w kobiecym turnieju NXT Breakout. Dotarła do półfinałów, w których została wyeliminowana przez Roxanne Perez.

## Osiągnięcia koszykarskie
Na podstawie, o ile nie zaznaczono inaczej.

### NCAA
- Uczestniczka rozgrywek:
  - Elite 8 turnieju NCAA (2019)
  - Sweet 16 turnieju NCAA (2018)
  - turnieju NCAA (2016–2018)
- Mistrzyni turnieju:
  - konferencji Southeastern (SEC – 2019)
  - sezonu zasadniczego SEC (2019)
- Zaliczona do:
  - I składu:
    - konferencji SEC (2019)
    - turnieju konferencji SEC (2019)
    - najlepszych pierwszorocznych zawodniczek konferencji SEC (2016)
    - SEC Community Service Team (2018)

  - składu honorable mention All-American (2019 przez Associated Press)
- Koszykarka tygodnia konferencji SEC (13.12.2016)

## Życie prywatne
Ma dwóch braci: Chance'a i Brody'ego. 